# أنديرة خاليسكية
أنديرة خاليسكية (الاسم العلمي:Andira jaliscensis) هي نوع من النباتات تتبع جنس الأنديرة من الفصيلة البقولية.